# Turneul de tenis de la Wimbledon 2010
Turneul de tenis de la Wimbledon 2010 s-a desfășurat între 21 iunie – 4 iulie 2010 pe o suprafață exterioară, iarbă¸ pe terenurile de tenis de la All England Lawn Tennis and Croquet Club Wimbledon, Londra. A fost cea de-a 124-a ediție. Pentru prima dată în ultimii treizeci de ani, în ziua de 24 iunie, competiția a fost onorată de prezența Reginei Elisabeta a II-a a Marii Britanii.
La ediția din acest an a Turneului de la Wimbledon s-a jucat cel mai lung meci din istoria tenisului. Protagoniștii au fost John Isner și Nicolas Mahut. Isner a câștigat meciul în cinci seturi, ultimul terminându-se 70-68, după nu mai puțin de 11 ore și 5 minute, meci disputat pe parcursul a 3 zile.

## Desfășurarea turneului

### Ziua 1 (21 iunie)
- Capi de serie eliminați:
  - Simplu masculuin:  Marin Čilić,  Ivan Ljubičić,  Tommy Robredo,  Stanislas Wawrinka
  - Simplu feminin:  Francesca Schiavone,  Ecaterina Bondarenko
- Programul zilei

| Meciuri pe Arena Centrală    | Meciuri pe Arena Centrală | Meciuri pe Arena Centrală | Meciuri pe Arena Centrală     |
| Meci                         | Căștigător                | Pierzător                 | Scor                          |
| ---------------------------- | ------------------------- | ------------------------- | ----------------------------- |
| Simplu masculin, prima rundă | Roger Federer [1]         | Alejandro Falla           | 5–7, 4–6, 6–4, 7–6(1), 6–0    |
| Simplu feminin, prima rundă  | Jelena Janković [4]       | Laura Robson [WC]         | 6–3, 7–6(5)                   |
| Simplu masculin, prima rundă | Novak Djokovic [3]        | Olivier Rochus            | 4–6, 6–2, 3–6, 6–4, 6–2       |
| Meciuri pe Arena No. 1       |                           |                           |                               |
| Meci                         | Căștigător                | Pierzător                 | Scor                          |
| Simplu masculin, prima rundă | Nikolay Davydenko [7]     | Kevin Anderson            | 3–6, 6–7(3), 7–6(3), 7–5, 9–7 |
| Simplu masculin, prima rundă | Andy Roddick [5]          | Rajeev Ram                | 6–3, 6–2, 6–2                 |
| Simplu feminin, prima rundă  | Venus Williams [2]        | Rossana de los Ríos       | 6–3, 6–2                      |
| Meciuri pe Arena No. 2       |                           |                           |                               |
| Meci                         | Căștigător                | Pierzător                 | Scor                          |
| Simplu feminin, prima rundă  | Kim Clijsters [8]         | Maria Elena Camerin       | 6–0, 6–3                      |
| Simplu masculin, prima rundă | Mardy Fish                | Bernard Tomic [Q]         | 6–3, 7–6(8), 6–2              |
| Simplu feminin, prima rundă  | Vera Dușevina             | Francesca Schiavone [5]   | 6–7(0), 7–5, 6–1              |
| Simplu masculin, prima rundă | Lleyton Hewitt [15]       | Máximo González           | 5–7, 6–0, 6–2, 6–2            |

### Ziua 2 (22 iunie)
- Capi de serie eliminați:
  - Simplu masculuin:  Nicolás Almagro,  Marcos Baghdatis,  Juan Carlos Ferrero,  Fernando Verdasco
  - Simplu feminin:  Samantha Stosur,  Lucie Šafářová
- Programul zilei

| Meciuri pe Arena Centrală    | Meciuri pe Arena Centrală             | Meciuri pe Arena Centrală             | Meciuri pe Arena Centrală     |
| Meci                         | Căștigător                            | Pierzător                             | Scor                          |
| ---------------------------- | ------------------------------------- | ------------------------------------- | ----------------------------- |
| Simplu feminin, prima rundă  | Serena Williams [1]                   | Michelle Larcher de Brito             | 6–0, 6–4                      |
| Simplu masculin, prima rundă | Rafael Nadal [2]                      | Kei Nishikori                         | 6–2, 6–4, 6–4                 |
| Simplu masculin, prima rundă | Robin Söderling [6]                   | Robby Ginepri                         | 6–2, 6–2, 6–3                 |
| Simplu feminin, prima rundă  | Victoria Azarenka [14]                | Mirjana Lučić [Q]                     | 6–3, 6–3                      |
| Meciuri pe Arena No. 1       |                                       |                                       |                               |
| Meci                         | Căștigător                            | Pierzător                             | Scor                          |
| Simplu masculin, prima rundă | Jo-Wilfried Tsonga [10]               | Robert Kendrick [Q]                   | 7–6(2), 7–6(6), 3–6, 6–4      |
| Simplu masculin, prima rundă | Andy Murray [4]                       | Jan Hájek                             | 7–5, 6–1, 6–2                 |
| Simplu feminin, prima rundă  | Caroline Wozniacki [3]                | Tathiana Garbin                       | 6–1, 6–1                      |
| Simplu feminin, prima rundă  | Daniela Hantuchová [24] vs Vania King | Daniela Hantuchová [24] vs Vania King | 6–7(4), 7–6(4) (amânat)       |
| Meciuri pe Arena No. 2       |                                       |                                       |                               |
| Meci                         | Căștigător                            | Pierzător                             | Scor                          |
| Simplu feminin, prima rundă  | Svetlana Kuznetsova [19]              | Akgul Amanmuradova                    | 6–2, 6(5)–7, 6–4              |
| Simplu masculin, prima rundă | David Ferrer [9]                      | Nicolas Kiefer [WC]                   | 6–4, 6–2, 6–3                 |
| Simplu feminin, prima rundă  | Maria Sharapova [16]                  | Anastasia Pivovarova [LL]             | 6–1, 6–0                      |
| Simplu masculin, prima rundă | Xavier Malisse                        | Juan Carlos Ferrero [14]              | 6–2, 6–7(6), 7–6(5), 4–6, 6–1 |

### Ziua 3 (23 iunie)
- Capi de serie eliminați:
  - Simplu masculin:  Nikolay Davydenko
  - Simplu feminin:  Melanie Oudin,  Shahar Peer,  Yaroslava Shvedova
  - Dublu masculin:  Łukasz Kubot /  Oliver Marach

Programul zilei
| Meciuri pe Arena Centrală      | Meciuri pe Arena Centrală                                                         | Meciuri pe Arena Centrală                                                         | Meciuri pe Arena Centrală |
| Meci                           | Căștigător                                                                        | Pierzător                                                                         | Scor                      |
| ------------------------------ | --------------------------------------------------------------------------------- | --------------------------------------------------------------------------------- | ------------------------- |
| Simplu masculin, runda secundă | Andy Roddick [5]                                                                  | Michaël Llodra                                                                    | 4–6, 6–4, 6–1, 7–6(2)     |
| Simplu feminin, runda secundă  | Venus Williams [2]                                                                | Ekaterina Makarova                                                                | 6–0, 6–4                  |
| Simplu masculin, runda secundă | Novak Djokovic [3]                                                                | Taylor Dent                                                                       | 7–6(5), 6–1, 6–4          |
| Dublu feminin, prima rundă     | Sarah Borwell / Raquel Kops-Jones vs Liezel Huber [5] / Bethanie Mattek-Sands [5] | Sarah Borwell / Raquel Kops-Jones vs Liezel Huber [5] / Bethanie Mattek-Sands [5] | 7–6(1), 3–6 (suspendat)   |
| Meciuri pe Arena No. 1         |                                                                                   |                                                                                   |                           |
| Meci                           | Căștigător                                                                        | Pierzător                                                                         | Scor                      |
| Simplu feminin, runda secundă  | Kim Clijsters [8]                                                                 | Karolina Šprem                                                                    | 6–3, 6–2                  |
| Simplu masculin, runda secundă | Lleyton Hewitt [15]                                                               | Evgeny Korolev                                                                    | 6–4, 6–4, 3–0 ret         |
| Simplu masculin, runda secundă | Roger Federer [1]                                                                 | Ilija Bozoljac                                                                    | 6–3, 6–7, 6–4, 7–6(5)     |
| Dublu feminin, prima rundă     | Julia Görges Ágnes Szávay                                                         | Naomi Cavaday [WC] Anna Smith [WC]                                                | 4–6, 6–4, 6–1             |
| Meciuri pe Arena No. 2         |                                                                                   |                                                                                   |                           |
| Meci                           | Căștigător                                                                        | Pierzător                                                                         | Scor                      |
| Simplu feminin, runda secundă  | Justine Henin [17]                                                                | Kristina Barrois                                                                  | 6–3, 7–5                  |
| Simplu masculin, runda secundă | Gaël Monfils [21]                                                                 | Karol Beck                                                                        | 6–4, 6–4, 6–7(4), 6–4     |
| Simplu masculin, runda secundă | Tomáš Berdych [12]                                                                | Benjamin Becker                                                                   | 7–5, 6–3, 6–4             |
| Simplu feminin, runda secundă  | Jelena Janković [4]                                                               | Aleksandra Wozniak                                                                | 4–6, 6–2, 6–4             |

### Ziua 4 (24 iunie)
- Capi de serie eliminați:
  - Simplu feminin:  Svetlana Kuznetsova,  Daniela Hantuchová,  Aravane Rezaï,  Zheng Jie
  - Dublu masculin:  Mardy Fish /  Mark Knowles
  - Dublu feminin:  Chan Yung-Jan /  Zheng Jie,  Alicja Rosolska /  Zi Yan

Programul zilei
| Meciuri pe Arena Centrală      | Meciuri pe Arena Centrală       | Meciuri pe Arena Centrală            | Meciuri pe Arena Centrală       |
| Meci                           | Căștigător                      | Pierzător                            | Scor                            |
| ------------------------------ | ------------------------------- | ------------------------------------ | ------------------------------- |
| Simplu masculin, runda secundă | Andy Murray [4]                 | Jarkko Nieminen                      | 6–4, 6–3, 6–2                   |
| Simplu feminin, runda secundă  | Caroline Wozniacki [3]          | Kai-chen Chang                       | 6–4, 6–3                        |
| Simplu masculin, runda secundă | Rafael Nadal [2]                | Robin Haase                          | 5–7, 6–2, 3–6, 6–0, 6–3         |
| Dublu feminin, prima rundă     | Elena Baltacha Olga Savchuk     | Regina Kulikova Anastasija Sevastova | 6–3, 6–3                        |
| Meciuri pe Arena No. 1         |                                 |                                      |                                 |
| Meci                           | Căștigător                      | Pierzător                            | Scor                            |
| Simplu feminin, runda secundă  | Maria Sharapova [16]            | Ioana Raluca Olaru                   | 6–1, 6–4                        |
| Simplu masculin, runda secundă | Robin Söderling [6]             | Marcel Granollers                    | 7–5, 6–1, 6–4                   |
| Simplu masculin, runda secundă | Sam Querrey [18]                | Ivan Dodig [Q]                       | 6–2, 5–7, 6–3, 7–6(10)          |
| Dublu feminin, prima rundă     | Kaia Kanepi [Q] Zhang Shuai [Q] | Sally Peers [WC] Laura Robson [WC]   | 6–2, 6–4                        |
| Meciuri pe Arena No. 2         |                                 |                                      |                                 |
| Meci                           | Căștigător                      | Pierzător                            | Scor                            |
| Simplu masculin, runda secundă | Jo-Wilfried Tsonga [10]         | Alexandr Dolgopolov                  | 6–4, 6–4, 6–7(5), 5–7, 10–8     |
| Simplu masculin, runda secundă | David Ferrer [9]                | Florent Serra                        | 6–4, 7–5, 6–7(6), 6–3           |
| Simplu feminin, runda secundă  | Serena Williams [1]             | Anna Chakvetadze                     | 6–0, 6–1                        |
| Meciuri pe Arena No. 18        |                                 |                                      |                                 |
| Simplu masculin, prima rundă   | John Isner [23]                 | Nicolas Mahut                        | 6–4, 3–6, 6–7(7), 7–6(3), 70–68 |

### Ziua 5 (25 iunie)
- Capi de serie eliminați:
  - Simplu masculin:  Victor Hănescu,  John Isner,  Philipp Kohlschreiber,  Feliciano López,  Gaël Monfils,  Albert Montañés,  Mikhail Youzhny
  - Simplu feminin:  Alona Bondarenko,  Maria Kirilenko,  Alisa Kleybanova,  Nadia Petrova,  Yanina Wickmayer
  - Dublu masculin:  František Čermák /  Michal Mertiňák,  Lukáš Dlouhý /  Leander Paes
  - Dublu feminin:  Maria Kirilenko /  Agnieszka Radwanska,  Alicja Rosolska /  Yan Zi

Programul zile
| Meciuri pe Arena Centrală    | Meciuri pe Arena Centrală              | Meciuri pe Arena Centrală           | Meciuri pe Arena Centrală |
| Meci                         | Căștigător                             | Pierzător                           | Scor                      |
| ---------------------------- | -------------------------------------- | ----------------------------------- | ------------------------- |
| Women's Singles Third Round  | Justine Henin [17]                     | Nadia Petrova [12]                  | 6–1, 6–4                  |
| Men's Singles Third Round    | Lleyton Hewitt [15]                    | Gaël Monfils [21]                   | 6–3, 7–6(9), 6–4          |
| Men's Singles Third Round    | Roger Federer [1]                      | Arnaud Clément                      | 6–2, 6–4, 6–2             |
| Mixed Doubles First Round    | Andre Sa Vera Zvonareva                | Jamie Murray [WC] Laura Robson [WC] | 6–3, 6–3                  |
| Meciuri pe Arena No. 1       |                                        |                                     |                           |
| Meci                         | Căștigător                             | Pierzător                           | Scor                      |
| Men's Singles Third Round    | Novak Djokovic [3]                     | Albert Montañés [28]                | 6–1, 6–4, 6–4             |
| Women's Singles Third Round  | Venus Williams [2]                     | Alisa Kleybanova [26]               | 6–4, 6–2                  |
| Men's Singles Third Round    | Andy Roddick [5]                       | Philipp Kohlschreiber [29]          | 7–5, 6–7(5), 6–3, 6–3     |
| Meciuri pe Arena No. 2       |                                        |                                     |                           |
| Meci                         | Căștigător                             | Pierzător                           | Scor                      |
| Women's Singles Third Round  | Kim Clijsters [8]                      | Maria Kirilenko [27]                | 6–3, 6–3                  |
| Women's Singles Third Round  | Jelena Janković [4]                    | Alona Bondarenko [28]               | 6–0, 6–3                  |
| Men's Singles Third Round    | Jürgen Melzer [16]                     | Feliciano López [22]                | 4–6, 6–3, 6–2, 6–4        |
| Women's Doubles Second Round | Serena Williams [1] Venus Williams [1] | Timea Bacsinszky Tathiana Garbin    | 6–1, 7–6(2)               |

### Zius 6 (26 iunie)
- Capi de serie eliminați:
  - Simplu masculin: Thomaz Bellucci,  Philipp Petzschner,  Gilles Simon
  - Simplu feminin:  Victoria Azarenka,  Sara Errani,  Anastasia Pavlyuchenkova,  Flavia Pennetta,  Alexandra Dulgheru
  - Dublu masculin:  Daniel Nestor /  Nenad Zimonjić,  Marcelo Melo /  Bruno Soares,  Mariusz Fyrstenberg /  Marcin Matkowski
  - Dublu feminin: Chuang Chia-Jung /  Olga Govortsova,  Monica Niculescu /  Shahar Pe'er,  Vera Dushevina /  Ekaterina Makarova
  - Dublu mixt:  Oliver Marach /  Nuria Llagostera Vives,  Mahesh Bhupathi /  Liezel Huber,  Robert Lindstedt /  Ekaterina Makarova

Programul zilei
| Meciuri pe Arena Centrală   | Meciuri pe Arena Centrală              | Meciuri pe Arena Centrală                   | Meciuri pe Arena Centrală  |
| Meci                        | Căștigător                             | Pierzător                                   | Scor                       |
| --------------------------- | -------------------------------------- | ------------------------------------------- | -------------------------- |
| Women's Singles Third Round | Serena Williams [1]                    | Dominika Cibulková                          | 6–0, 7–5                   |
| Men's Singles Third Round   | Rafael Nadal [2]                       | Philipp Petzschner [33]                     | 6–4, 4–6, 6–7(5), 6–2, 6–3 |
| Men's Singles Third Round   | Andy Murray [4]                        | Gilles Simon [26]                           | 6–1, 6–4, 6–4              |
| Meciuri pe Arena No. 1      |                                        |                                             |                            |
| Meci                        | Căștigător                             | Pierzător                                   | Scor                       |
| Men's Singles Third Round   | Robin Söderling [6]                    | Thomaz Bellucci [25]                        | 6–4, 6–2, 7–5              |
| Women's Singles Third Round | Maria Sharapova [16]                   | Barbora Záhlavová-Strýcová                  | 7–5, 6–3                   |
| Men's Singles Third Round   | Sam Querrey [18]                       | Xavier Malisse                              | 6–7(4), 6–4, 6–2, 5–7, 9–7 |
| Matches on No. 2 Court      |                                        |                                             |                            |
| Meci                        | Căștigător                             | Pierzător                                   | Scor                       |
| Women's Singles Third Round | Agnieszka Radwańska [7]                | Sara Errani [32]                            | 6–3, 6–1                   |
| Women's Singles Third Round | Caroline Wozniacki [3]                 | Anastasia Pavlyuchenkova [29]               | 7–5, 6–4                   |
| Men's Singles Third Round   | Jo-Wilfried Tsonga [10]                | Tobias Kamke [Q]                            | 6–1, 6–4, 7–6(1)           |
| Women's Doubles Third Round | Serena Williams [1] Venus Williams [1] | Dominika Cibulková Anastasia Pavlyuchenkova | 6–1, 6–2                   |

### Middle Sunday (27 iunie)
Middle Sunday in Wimbledon is traditionally a rest day, without any play, and this was the case in 2010.

### Ziua 7 (28 iunie)
- Capi de serie eliminați:
  - Simplu masculin:  Julien Benneteau,  David Ferrer,  Jürgen Melzer,  Lleyton Hewitt,  Sam Querrey,  Andy Roddick
  - Simplu feminin:   Marion Bartoli,  Justine Henin,  Jelena Janković,  Agnieszka Radwańska,  Maria Sharapova,  Caroline Wozniacki
  - Dublu masculin:  Julian Knowle /  Andy Ram,  Mahesh Bhupathi /  Max Mirnyi,  Simon Aspelin /  Paul Hanley
  - Dublu feminin:  Nadia Petrova /  Samantha Stosur,  Cara Black /  Daniela Hantuchová,  Hsieh Su-wei /  Alla Kudryavtseva
  - Dublu mixt:  Marcin Matkowski /  Tathiana Garbin,  Andy Ram /  Elena Vesnina

Programul zilei
| Meciuri pe Arena Centrală    | Meciuri pe Arena Centrală              | Meciuri pe Arena Centrală                  | Meciuri pe Arena Centrală        |
| Meci                         | Căștigător                             | Pierzător                                  | Scor                             |
| ---------------------------- | -------------------------------------- | ------------------------------------------ | -------------------------------- |
| Men's Singles Fourth Round   | Roger Federer [1]                      | Jürgen Melzer [16]                         | 6–3, 6–2, 6–3                    |
| Women's Singles Fourth Round | Serena Williams [1]                    | Maria Sharapova [16]                       | 7–6(9), 6–4                      |
| Men's Singles Fourth Round   | Andy Murray [4]                        | Sam Querrey [18]                           | 7–5, 6–3, 6–4                    |
| Mixed Doubles Second Round   | Nenad Zimonjic [1] Samantha Stosur [1] | Colin Fleming [WC] Sarah Borwell [WC]      | 6–1, 6–4                         |
| Meciuri pe Arena No. 1       |                                        |                                            |                                  |
| Meci                         | Căștigător                             | Pierzător                                  | Scor                             |
| Women's Singles Fourth Round | Kim Clijsters [8]                      | Justine Henin [17]                         | 2–6, 6–2, 6–3                    |
| Men's Singles Fourth Round   | Novak Djokovic [3]                     | Lleyton Hewitt [15]                        | 7–5, 6–4, 3–6, 6–4               |
| Men's Singles Fourth Round   | Rafael Nadal [2]                       | Paul-Henri Mathieu                         | 6–4, 6–2, 6–2                    |
| Meciuri pe Arena No. 2       |                                        |                                            |                                  |
| Meci                         | Căștigător                             | Pierzător                                  | Scor                             |
| Women's Singles Fourth Round | Venus Williams [2]                     | Jarmila Groth                              | 6–4, 7–6(5)                      |
| Women's Singles Fourth Round | Petra Kvitová                          | Caroline Wozniacki [3]                     | 6–2, 6–0                         |
| Men's Singles Fourth Round   | Lu Yen-hsun                            | Andy Roddick [5]                           | 4–6, 7–6(3), 7–6(4), 6–7(5), 9–7 |
| Mixed Doubles Second Round   | Jonathan Marray Anna Smith             | Marcin Matkowski [16] Tathiana Garbin [16] | 7–6(6), 6–7(3), 6–4              |

### Ziua 8 (29 iunie)
- Capi de serie eliminați:
  - Simplu feminin:  Venus Williams,  Kim Clijsters,  Li Na
  - Dublu masculin:  Marcel Granollers /  Tommy Robredo,  Julien Benneteau /  Michaël Llodra
  - Dublu feminin:  Iveta Benešová /  Barbora Záhlavová-Strýcová
  - Dublu mixt:  Daniel Nestor /  Bethanie Mattek-Sands,  Max Mirnyi /  Alisa Kleybanova

Programul zilei
| Meciuri pe Arena Centrală     | Meciuri pe Arena Centrală              | Meciuri pe Arena Centrală                 | Meciuri pe Arena Centrală |
| Meci                          | Căștigător                             | Pierzător                                 | Scor                      |
| ----------------------------- | -------------------------------------- | ----------------------------------------- | ------------------------- |
| Women's Singles Quarterfinals | Vera Zvonareva [21]                    | Kim Clijsters [8]                         | 3–6, 6–4, 6–2             |
| Women's Singles Quarterfinals | Serena Williams [1]                    | Li Na [9]                                 | 7–5, 6–3                  |
| Men's Doubles Third Round     | Bob Bryan [2] Mike Bryan [2]           | Carsten Ball Chris Guccione               | 6–4, 6–4, 7–6(5)          |
| Ladies' Invitation Doubles    | Martina Navratilova Jana Novotná       | Conchita Martínez Nathalie Tauziat        | 7–5, 6–1                  |
| Meciuri pe Arena No. 1        |                                        |                                           |                           |
| Meci                          | Căștigător                             | Pierzător                                 | Scor                      |
| Women's Singles Quarterfinals | Tsvetana Pironkova                     | Venus Williams [2]                        | 6–2, 6–3                  |
| Women's Singles Quarterfinals | Petra Kvitová                          | Kaia Kanepi [Q]                           | 4–6, 7–6(8), 8–6          |
| Men's Doubles Quarterfinals   | Robert Lindstedt [16] Horia Tecău [16] | Marcel Granollers [11] Tommy Robredo [11] | 7–6(5), 6–2, 2–6, 6–4     |

### Ziua 9 (30 iunie)
- Capi de serie eliminați:
  - Simplu masculin:  Roger Federer,  Robin Söderling,  Jo-Wilfried Tsonga
  - Dublu masculin:  Bob Bryan /  Mike Bryan
  - Dublu feminin:  Serena Williams /  Venus Williams,  Květa Peschke /  Katarina Srebotnik,  Lisa Raymond /  Rennae Stubbs
  - Dublu mixt:  Nenad Zimonjić /  Samantha Stosur,  Mark Knowles /  Katarina Srebotnik,  Mariusz Fyrstenberg /  Yan Zi

Programul zilei
| Meciuri pe Arena Centrală     | Meciuri pe Arena Centrală                  | Meciuri pe Arena Centrală          | Meciuri pe Arena Centrală |
| Meci                          | Căștigător                                 | Pierzător                          | Scor                      |
| ----------------------------- | ------------------------------------------ | ---------------------------------- | ------------------------- |
| Men's Singles Quarterfinals   | Tomáš Berdych [12]                         | Roger Federer [1]                  | 6–4, 3–6, 6–1, 6–4        |
| Men's Singles Quarterfinals   | Andy Murray [4]                            | Jo-Wilfried Tsonga [10]            | 6–7(5), 7–6(3), 6–2, 6–2  |
| Women's Doubles Quarterfinals | Liezel Huber [5] Bethanie Mattek-Sands [5] | Lisa Raymond [7] Rennae Stubbs [7] | 6–4, 6–3                  |
| Meciuri pe Arena No. 1        |                                            |                                    |                           |
| Meci                          | Căștigător                                 | Pierzător                          | Scor                      |
| Men's Singles Quarterfinals   | Novak Djoković [3]                         | Lu Yen-hsun                        | 6–3, 6–2, 6–2             |
| Men's Singles Quarterfinals   | Rafael Nadal [2]                           | Robin Söderling [6]                | 3–6, 6–3, 7–6(4), 6–1     |
| Women's Doubles Quarterfinals | Gisela Dulko [4] Flavia Pennetta [4]       | Julia Görges Ágnes Szávay          | 6–2, 6–2                  |

### Ziua 10 (1 iulie)
- Capi de serie eliminați:
  - Men's Doubles:  Wesley Moodie /  Dick Norman
  - Mixed Doubles:  Paul Hanley /  Chan Yung-jan

Programul zilei
| Meciuri pe Arena Centrală   | Meciuri pe Arena Centrală              | Meciuri pe Arena Centrală          | Meciuri pe Arena Centrală  |
| Meci                        | Căștigător                             | Pierzător                          | Scor                       |
| --------------------------- | -------------------------------------- | ---------------------------------- | -------------------------- |
| Women's Singles Semifinals  | Vera Zvonareva [21]                    | Tsvetana Pironkova                 | 3–6, 6–3, 6–2              |
| Women's Singles Semifinals  | Serena Williams [1]                    | Petra Kvitová                      | 7–6(5), 6–2                |
| Men's Doubles Semifinals    | Robert Lindstedt [16] Horia Tecău [16] | Juan Ignacio Chela Eduardo Schwank | 6–4, 7–5, 6–2              |
| Ladies' Invitation Doubles  | Martina Hingis Anna Kournikova         | Helena Suková Andrea Temesvári     | 6–1, 6–4                   |
| Meciuri pe Arena No. 1      |                                        |                                    |                            |
| Meci                        | Căștigător                             | Pierzător                          | Scor                       |
| Men's Doubles Semifinals    | Jürgen Melzer Philipp Petzschner       | Wesley Moodie [7] Dick Norman [7]  | 7–6(3), 6–3, 3–6, 5–7, 6–3 |
| Mixed Doubles Quarterfinals | Marcelo Melo [10] Rennae Stubbs [10]   | Xavier Malisse Kim Clijsters       | 7–6(3), 7–6(3)             |
| Mixed Doubles Quarterfinals | Wesley Moodie [11] Lisa Raymond [11]   | Julian Knowle Yaroslava Shvedova   | 7–6(8), 3–6, 6–2           |

### Ziua 11 (2 iulie)
- Capi de serie eliminați:
  - Simplu masculin:  Novak Djokovic,  Andy Murray
  - Dublu feminin:  Gisela Dulko /  Flavia Pennetta,  Liezel Huber /  Bethanie Mattek-Sands
  - Dublu mixt:  Lukáš Dlouhý /  Iveta Benešová,  Marcelo Melo /  Rennae Stubbs

Programul zilei
| Meciuri pe Arena Centrală  | Meciuri pe Arena Centrală            | Meciuri pe Arena Centrală                  | Meciuri pe Arena Centrală |
| Meci                       | Căștigător                           | Pierzător                                  | Scor                      |
| -------------------------- | ------------------------------------ | ------------------------------------------ | ------------------------- |
| Men's Singles Semifinals   | Tomáš Berdych [12]                   | Novak Djokovic [3]                         | 6–3, 7–6(9), 6–3          |
| Men's Singles Semifinals   | Rafael Nadal [2]                     | Andy Murray [4]                            | 6–4, 7–6(6), 6–4          |
| Ladies' Invitation Doubles | Martina Navratilova Jana Novotná     | Ilana Kloss Rosalyn Nideffer               | 6–3, 6–1                  |
| Meciuri pe Arena No. 1     |                                      |                                            |                           |
| Meci                       | Căștigător                           | Pierzător                                  | Scor                      |
| Women's Doubles Semifinals | Elena Vesnina Vera Zvonareva         | Gisela Dulko [4] Flavia Pennetta [4]       | 6–3, 6–1                  |
| Women's Doubles Semifinals | Vania King Yaroslava Shvedova        | Liezel Huber [5] Bethanie Mattek-Sands [5] | 6–4, 6–4                  |
| Mixed Doubles Semifinals   | Leander Paes [2] Cara Black [2]      | Lukáš Dlouhý [9] Iveta Benešová [9]        | 6–3, 6–3                  |
| Mixed Doubles Semifinals   | Wesley Moodie [11] Lisa Raymond [11] | Marcelo Melo [10] Rennae Stubbs [10]       | 6–4, 6–4                  |

### Ziua 12 (3 iulie)
- Capi de serie eliminați:
  - Simplu feminin:  Vera Zvonareva
  - Dublu masculin:   Robert Lindstedt /  Horia Tecău

Programul zilei
| Meciuri pe Arena Centrală      | Meciuri pe Arena Centrală        | Meciuri pe Arena Centrală              | Meciuri pe Arena Centrală |
| Meci                           | Căștigător                       | Pierzător                              | Scor                      |
| ------------------------------ | -------------------------------- | -------------------------------------- | ------------------------- |
| Women's Singles Final          | Serena Williams [1]              | Vera Zvonareva [21]                    | 6–3, 6–2                  |
| Men's Doubles Final            | Jürgen Melzer Philipp Petzschner | Robert Lindstedt [16] Horia Tecău [16] | 6–1, 7–5, 7–5             |
| Women's Doubles Final          | Vania King Yaroslava Shvedova    | Elena Vesnina Vera Zvonareva           | 7–6(6), 6–2               |
| Meciuri pe Arena No. 1         |                                  |                                        |                           |
| Meci                           | Căștigător                       | Pierzător                              | Scor                      |
| Girls' Singles Final           | Kristýna Plíšková [9]            | Sachie Ishizu [10]                     | 6–3, 4–6, 6–4             |
| Gentlemen's Invitation Doubles | Donald Johnson Jared Palmer      | Mark Petchey Chris Wilkinson           | 6–3, 7–6(3)               |
| Gentlemen's Invitation Doubles | Justin Gimelstob Todd Martin     | Wayne Ferreira Yevgeny Kafelnikov      | 6–4, 7–5                  |

### Ziua 13 (4 iulie)
- Capi de serie eliminați:
  - Simplu masculin:  Tomáš Berdych
  - Dublu mixt:  Wesley Moodie /  Lisa Raymond

Programul zilei
| Meciuri pe Arena Centrală        | Meciuri pe Arena Centrală        | Meciuri pe Arena Centrală            | Meciuri pe Arena Centrală |
| Meci                             | Căștigător                       | Pierzător                            | Scor                      |
| -------------------------------- | -------------------------------- | ------------------------------------ | ------------------------- |
| Men's Singles Final              | Rafael Nadal [2]                 | Tomáš Berdych [12]                   | 6–3, 7–5, 6–4             |
| Mixed Doubles Final              | Leander Paes [2] Cara Black [2]  | Wesley Moodie [11] Lisa Raymond [11] | 6–4, 7–6(5)               |
| Meciuri pe Arena No. 1           |                                  |                                      |                           |
| Meci                             | Căștigător                       | Pierzător                            | Scor                      |
| Boys' Singles Final              | Márton Fucsovics [13]            | Benjamin Mitchell [Q]                | 6–4, 6–4                  |
| Ladies' Invitation Doubles Final | Martina Navratilova Jana Novotná | Tracy Austin Kathy Rinaldi           | 7–5, 6–0                  |
| Boys' Doubles Final              | Liam Broady Tom Farquharson      | Lewis Burton George Morgan           | 7–6(4), 6–4               |